# Hugo Rocha
Vítor Hugo Simão do Vale Rocha (Faro, 13 de abril de 1972) es un deportista portugués que compitió en vela en la clase 470.
Participó en tres Juegos Olímpicos de Verano, entre los años 1992 y 2000, obteniendo una medalla de bronce en Atlanta 1996, en la clase 470 (junto con Nuno Barreto).
Ganó una medalla de plata en el Campeonato Mundial de 470 de 1997, y tres medallas en el Campeonato Europeo de 470 entre los años 1996 y 1998.

## Palmarés internacional
| \| Juegos Olímpicos \| Juegos Olímpicos \| Juegos Olímpicos \| Juegos Olímpicos \| \| Año \| Lugar \| Medalla \| Clase \| \| ------------------ \| ------------------------- \| ----------------- \| ---------------- \| \| 1996 \| Atlanta (Estados Unidos) \| Medalla de bronce \| 470 \| \| Campeonato Mundial \| \| \| \| \| Año \| Lugar \| Medalla \| Clase \| \| 1997 \| Tel Aviv (Israel) \| Medalla de plata \| 470 \| \| Campeonato Europeo \| \| \| \| \| Año \| Lugar \| Medalla \| Clase \| \| 1996 \| Isla Haying (Reino Unido) \| Medalla de plata \| 470 \| \| 1997 \| Nieuwpoort (Bélgica) \| Medalla de oro \| 470 \| \| 1998 \| Çeşme (Turquía) \| Medalla de oro \| 470 \| |                           |                   |       |
| Juegos Olímpicos |                           |                   |       |
| Año | Lugar                     | Medalla           | Clase |
| 1996 | Atlanta (Estados Unidos)  | Medalla de bronce | 470   |
| Campeonato Mundial |                           |                   |       |
| Año | Lugar                     | Medalla           | Clase |
| 1997 | Tel Aviv (Israel)         | Medalla de plata  | 470   |
| Campeonato Europeo |                           |                   |       |
| Año | Lugar                     | Medalla           | Clase |
| 1996 | Isla Haying (Reino Unido) | Medalla de plata  | 470   |
| 1997 | Nieuwpoort (Bélgica)      | Medalla de oro    | 470   |
| 1998 | Çeşme (Turquía)           | Medalla de oro    | 470   |